# Geschwister-Scholl-Schule Tübingen
Die Geschwister-Scholl-Schule (kurz: GSS) in Tübingen ist ein Schulverbund mit Gymnasium und Gemeinschaftsschule.

## Geschichte
Die Schule wurde 1971 unter dem Namen Gesamtschule Tübingen als Integrierte Gesamtschule gegründet. Sie nutzte damals noch die Räume der heutigen Grundschule auf der Wanne. Später zog sie in ihr heutiges Gebäude im Stadtteil Waldhäuser Ost um. Ende der 1980er Jahre wurde die Gesamtschule abgeschafft, und aus ihr ging die heutige Geschwister-Scholl-Schule als Schulverbund hervor. Die zwei Schularten existieren unter einem Dach, sind jedoch strukturell oder organisatorisch getrennt.
Das Gebäude der Geschwister-Scholl-Schule wurde umfassenden Umbau- und Erweiterungsmaßnahmen unterzogen.
Besondere Aufmerksamkeit erlangte die Schule, als 2024 die Abiturienten im Rahmen eines Abistreichs die Schule verwüsteten und ein Sachschaden in geschätzter Höhe von mehreren tausend Euro entstand.

## Name
Der Name der Geschwister-Scholl-Schule geht zurück auf die Geschwister Hans und Sophie Scholl, die als Mitglieder der Weißen Rose Widerstand gegen den Nationalsozialismus leisteten. Die Schule trug zunächst das Symbol der Weißen Rose in ihrem Logo, heute sind es die Silhouetten von Hans und Sophie.

## Struktur und Profil
Rund 1000 Schüler besuchen das Gymnasium (Schuljahr 2014/2015), 600 die Gemeinschaftsschule (Schuljahr 2014/2015). Das Lehrerkollegium umfasst etwa 150 Lehrkräfte. 
Leiter des Schulverbundes und des Gymnasiums ist seit dem Schuljahr 2017/2018 Martin Schall. Die Gemeinschaftsschule wird von Julia Menzler geleitet.
Das Gymnasium der Geschwister-Scholl-Schule bietet vier Profile: ein naturwissenschaftliches, ein sprachliches, ein Sport- und ein Bildende-Kunst-Profil, außerdem ein Spanisch-Profil. Dazu gibt es auch einen bilingualen Zug, in dem die Schüler in der Unterstufe zusätzlichen Englischunterricht haben und ab der Mittelstufe in einem Fach pro Jahr in englischer Sprache unterrichtet werden.

## Besonderheiten
Die Geschwister-Scholl-Schule ist seit Sommer 1989 UNESCO-Projektschule, eine Auszeichnung für besonderes pädagogisches und politisches Engagement. In jedem Schuljahr werden Projekttage im Geiste der UNESCO durchgeführt.
Ein Schwerpunkt der Geschwister-Scholl-Schule liegt im Bereich des Sports, der dort besondere Förderung erfährt. Zu Beginn des Schuljahrs 1995/1996 wurde sie vom Kultusministerium Baden-Württemberg zur Partnerschule des Sports ernannt.
Über den Sport hinaus hat auch anderweitiges außerschulisches Engagement an der Geschwister-Scholl-Schule einen hohen Stellenwert, etwa in Form von Arbeitsgemeinschaften (AG) wie der Theater-AG.
Im Schulgebäude befindet sich eine Filiale der Stadtbücherei Tübingen, die organisatorisch nicht zur Schule gehört.

## Bekannte Ehemalige
- Dieter Baumann, Leichtathlet und Olympiasieger
- Sven Bohse, Filmregisseur und Drehbuchautor
- Reinhard Brunner, Maler und Bildhauer
- Marvin Compper, Fußballprofi
- Stipe Erceg, Schauspieler
- Thilo Kehrer, Fußballprofi
- Dieter Thomas Kuhn, Musiker
- Kim Kulig, Fußballspielerin
- Sebastian Nerz, Politiker
- Antu Romero Nunes, Regisseur